# بدون تو نمی‌توانم لبخند بزنم
بدون تو نمی‌توانم لبخند بزنم (به انگلیسی: Can't Smile Without You) تک‌آهنگی است که در سال ۱۹۷۷ میلادی منتشر شد. این آهنگ را کریستین آرنولد، دیوید مارتین و جف مارو نوشتند و هنرمندان مختلفی آن را اجرا کرده‌اند از جمله بری مانیلو به همراه کارپنترز. اجرای مانیلو که در ۱۹۷۷ ضبط شده و در ۱۹۷۸ منتشر شد، با اینکه اولین اجرای ضبط یا منتشر شده نیست اما مشهورترین نسخه به حساب می‌آید.
این تک‌آهنگ در چارت آهنگ‌های معاصر بزرگ‌سال بیلبورد رتبه اول و در ۱۰۰ آهنگ داغ بیلبورد جزو ده ترانه اول (شماره ۳) قرار گرفت.